# Ukrainophilie
 (novembre 2024).
Si vous disposez d'ouvrages ou d'articles de référence ou si vous connaissez des sites web de qualité traitant du thème abordé ici, merci de compléter l'article en donnant les références utiles à sa vérifiabilité et en les liant à la section « Notes et références ».
L'ukrainophilie désigne, chez une personne étrangère à la nation ukrainienne, son goût prononcé pour les aspects culturels et civilisationnels développés par ce pays, ainsi que leur rayonnement. Les personnes concernées sont qualifiées d'« ukrainophiles ». Son opposé est l'ukrainophobie.
L'ukrainophilie a été sévèrement réprimée au temps de l'Empire russe, qui bannissait les livres et le théâtre en ukrainien.